# Charles Henry Fromuth

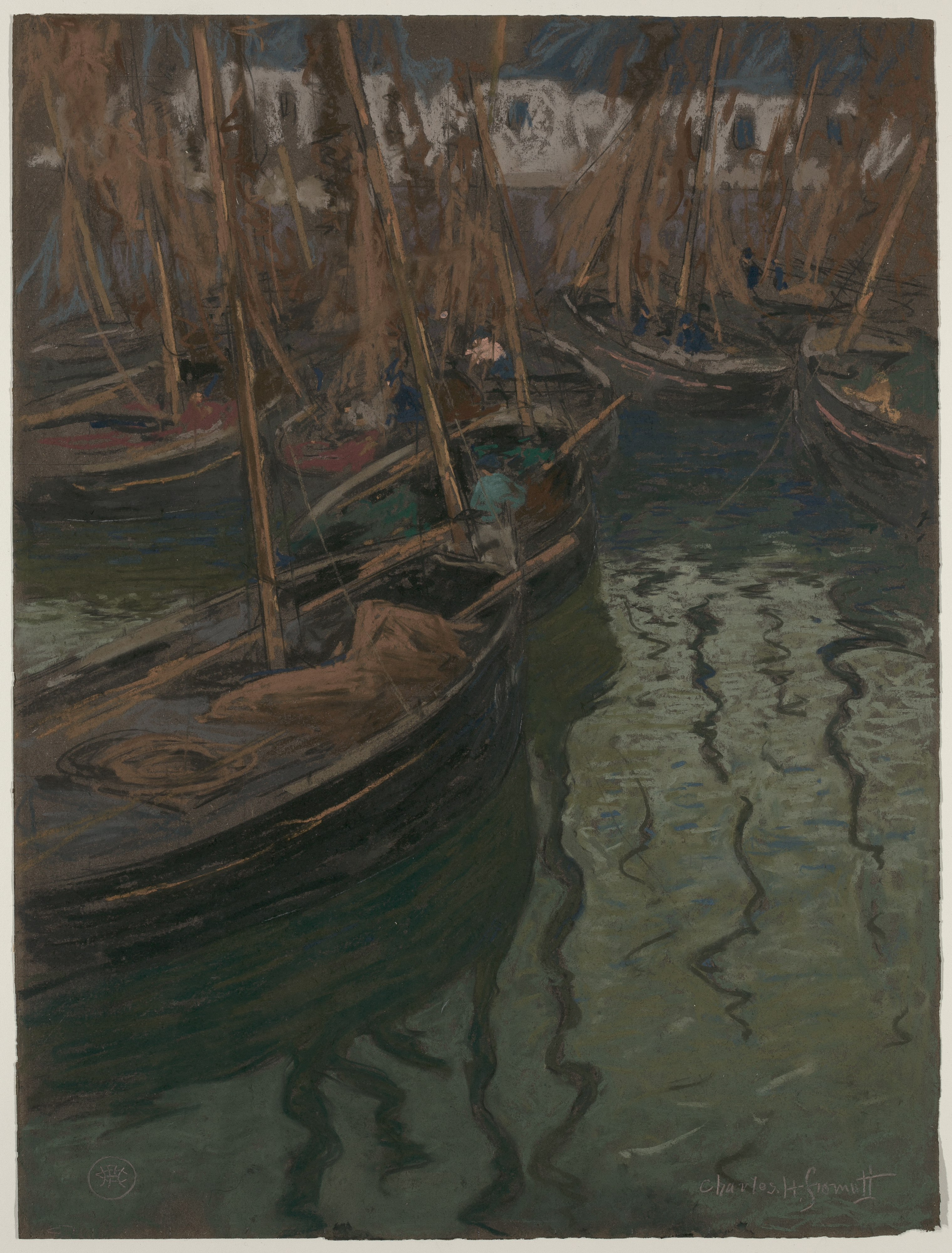
Charles Fromuth, A Dock Harmony-Fishing Boats, 1897

Charles Henry Fromuth (Filadelfia, 23 febbraio 1858 – Concarneau, 26 maggio 1937) è stato un pittore statunitense.

## Biografia
Charles Henry Fromuth è il primo di nove figli di genitori immigrati dalla Germania. Ha studiato pittura alla Pennsylvania Academy of the Fine Arts di Filadelfia sotto la direzione di Thomas Eakins. Scopre l'Europa e Parigi nel 1889, e nel 1890 visita per la prima volta Concarneau e Pont-Aven. Ad eccezione di un viaggio negli Stati Uniti nel 1910, Fromuth rimane a Concarneau per il resto della sua vita, alloggiando all'Hôtel de France di questa cittadina dedita alla pesca della sardina.
Durante l'Esposizione Universale del 1900 scopre l'arte giapponese e in particolare Hokusai. Fromuth ha sulla natura lo stesso sguardo che hanno gli artisti giapponesi. Ha il culto del mare, che non è mai per lui una decorazione ma un soggetto essenziale, studiato in tutte le sue forme. Tutto il suo lavoro è principalmente dedicato all'animazione delle barche nel porto di Concarneau. "Il movimento è l'idea centrale del mio lavoro" ha scritto Charles Fromuth.
Espone regolarmente in Europa, ottenendo vari premi e riconoscimenti, fino al 1910. Dopo questa data non espone più e conduce una vita eremitica interamente dedicata ai suoi pastelli e carboncini che rappresentano barche trasportate dalle loro vele.
Il Musée des Beaux-Arts di Pont Aven gli ha dedicato una mostra personale nel 1989.

## Opere in collezioni pubbliche
- Un Décor de neige, bateaux désarmés, 1897, Musée des beaux-arts di Quimper
- Reflected Clouds, 1931, Musée de Pont Aven
- Evening Harbour Glow, Tunny and Sardine Boats, 1931, collezione della città di Concarneau
- Sunset and Reflections with Harbor, Concarneau, 1896, Pennsylvania Academy of the Fine Arts
- The Storm, 1908 e A Dock Harmony - Fishing Boats, 1897, National Gallery of Art di Washington
- An Evening Glow with a Rose Trail in the Shadow (Boats Concarneau), 1905, Barnes Collection, Filadelfia
- Under Sailing Clouds, 1928, RISD Museum, Providence - Rhode Island